# Аутобус
Аутобус је моторно возило које превози знатно више путника од просечног аутомобила или комбија, али мање од просечног шинског возила. Најчешће се користи у јавном превозу, али може да буде у приватном власништву. Иако просечан аутобус превози између 30 и 100 путника, неки аутобуси имају капацитет и до 300 путника. Најчешћи врста је једноспратни соло аутобус, као и двоспратни и зглобним аутобусима који превозе више путника, и мидибусима и минибусевима који превозе мање путника. Аутобуси се користе за превозе на дужим релацијама. Многи типови аутобуса, као што су аутобуси градског превоза и међуградски аутобуси, наплаћују карту. Други врсте, као што су школски аутобуси или шатл аутобуси у оквиру кампуса, су бесплатни. У многим јурисдикцијама, возачима аутобуса је потребна посебна дозвола изнад обичне возачке дозволе.

## Историја
Први аутобус, тада још називан омнибус са мотором на унутрашње сагоревање представио је Карл Бенц 1895. године, а у правилну употребу је дошао у Лондону 1899. године. Тада се радило о возилима на које се не може са сигурношћу ослонити, нарочито због јако ограниченог броја путника (од 10 до 20 особа). Развој је ипак ишао даље и од 1930. године су аутобуси могли да сместе и 50 људи и били су на разне погоне као на светлећи плин на нафту или дрвени плин и сл. Ипак главни развој аутобусног саобраћаја забележен је после Другог светског рата када су се појавили бензин и нафта као и када су се изградиле многе саобраћајнице. После друге половине 20. века аутобуси су постепено преузимали градски саобраћај и тако допунили трамвајски саобраћај нарочито на линијама које нису захтевале масовни саобраћај великог капацитета. За разлику од других врста саобраћаја аутобуси су лако маневрисали и имали су врло ниска улагања за изградњу линија на којима су саобраћали тако да су овакав саобраћај могли себи дозвољавати и мање велики градови.

### Парни аутобуси
Први омнибус на механички погон појавио се на улицама Лондона 22. априла 1833. године. Парне кочије су биле много мање склоне превртању, путовале су брже од коњских запрега, биле су много јефтиније за вожњу и проузроковале су много мање штете на површини пута због својих широких гума.
Међутим, велике путарине које су наметнуле магистралне власти обесхрабриле су парна друмска возила и оставиле слободан пут компанијама коњских аутобуса, а од 1861. па надаље, строги закони су практично елиминисали возила на механички погон са путева Велике Британије на 30 година, као што је Локомотивски закон из те године којим се намећу рестриктивна ограничења брзине за „друмске локомотиве” од 8 km/h у градовима и 16 km/h у унутрашњости.

### Тролејбуси
Паралелно са развојем аутобуса ишао је проналазак електричног тролејбуса, који се обично напаја путем тролејбуских стубова преко надземних жица.Браћа Сименс, Вилијам у Енглеској и Ернст Вернер у Немачкој, сарађивали су на развоју концепта тролејбуса. Сер Вилијам је ту идеју први пут предложио у чланку у Journal of the Society of Arts 1881. године као „...аранжман по коме би обичан омнибус... имао суспендер који се баца у интервалима с једне стране улице на другу, и две жице које висе са ових суспендера; омогућавајући контактним ваљцима да раде на ове две жице, струја би се могла пренети до трамвајског вагона и назад до динамо машине на станици, без потребе за кретања по шинама."
Прво такво возило, Електромот, направио је његов брат др Ернст Вернер фон Сименс и представио га јавности 1882. године у Халензеју у Немачкој. Иако је ово експериментално возило испуњавало све техничке критеријуме типичног тролејбуса, исте године након демонстрације је демонтирано.

### Моторни аутобуси
У Зигерланду, у Немачкој, две путничке аутобуске линије саобраћале су кратко, али непрофитабилно 1895. године, користећи моторни вагон са шест путника развијен од стране Бенз Викторије из 1893. године. Друга комерцијална аутобуска линија која је користила исти модел Бензових омнибуса саобраћала је кратко време 1898. године у руралном подручју око Ландудна у Велсу.
Немачка Дајмлер Моторс корпорација је такође произвела један од најранијих модела моторних аутобуса 1898. године, продавши двоспратни аутобус компанији Мотор Тракшон који је први пут коришћен на улицама Лондона 23. априла 1898. године. Возило је имало максималну брзину од 18 km/h и могло је да прими до 20 путника, у затвореном простору испод и на отвореној платформи изнад. Са успехом и популарношћу овог аутобуса, ДМГ је проширио производњу, продавши више аутобуса компанијама у Лондону и 1899. у Стокхолму и Шпајеру. Дајмлер Моторс корпорација је такође ушао у партнерство са британском компанијом Милнес и 1902. године развила нови дабл-декер који је постао тржишни стандард.
Први масовно произведени модел аутобуса био је двоспратни аутобус типа Б, који је дизајнирао Френк Сирл и којим је управљала лондонска компанија Генерал Омнибус. Он је ушао у употребу 1910. године, а до краја деценије произведено их је скоро 3.000 возила. На стотине њих је током Првог светског рата служило на Западном фронту.
Модели су се проширили у 20. веку, што је довело до широког увођења савременог препознатљивог облика аутобуса пуне величине из 1950-их. AEC Routemaster, развијен 1950-их, био је пионирски дизајн и до данас остаје икона Лондона. Иновативни дизајн користио је лагани алуминијум и технике развијене у производњи авиона током Другог светског рата. Поред новог интегралног дизајна који умањује тежину, он је такође први пут увео независну предњу суспензију аутобуса, серво управљач, потпуно аутоматски мењач и електрично-хидраулично кочење.

## Врсте аутобуса
Разликују се три врсте аутобуса у зависности од њихове намене:
- градски аутобус намењен је превозу путника на краћим релацијама. Карактеришу га двоја или више двокрилних врата за улаз и излаз путника, мали број места за седење (односно велики број места за стајање), немају велику максималну брзину али зато имају већа убрзања и успорења у циљу што бржег превоза путника.
- приградски аутобус намењен је превозу путника на дужим релацијама од градског аутобуса. Карактеришу га сва седећа места са малим бројем места за стајање и двоја врата за излаз и улаз путника.
- међуградски аутобус је намењен за превоз путника на дугим релацијама. Карактеришу га висока удобност за путнике (клима, телевизија, нужник), сва места су седећа, велики простор за пртљаг путника, врата за излаз и улаз путника су ужа.

Комбибус је намењен за превоз мањег броја путника (до десет, не рачунајући седиште за возача) и њихове пртљаге. Користе га већином хотели и аеродроми за превоз путника.

### Школски аутобуси
- Школски аутобус у Ванкуверу
- Школски комбибус у Ванкуверу
- Школски аутобус у Хјустону (САД) за превоз ђака

## Дизајн

### Приступачност
Транзитни аутобуси су некада били углавном високоподна возила. Међутим, они су сада све више нископодног дизајна и опционо такође имају „клечеће“ ваздушне суспензије и имају рампе које омогућавају приступ корисницима инвалидских колица и особама са колицима за бебе, понекад као електрично или хидраулички продужене конструкције испод нивоа пода. Пре опште употребе такве технологије, ови корисници инвалидских колица могли су да користе само специјализоване аутобусе за паратранзитну мобилност.
Приступачна возила такође имају шире улазе и унутрашње пролазе и простор за инвалидска колица. Унутрашња опрема и одредишни дисплеји такође могу бити дизајнирани да их користе особе са оштећеним видом. Аутобуси углавном користе лифтове за инвалидска колица уместо дизајна са ниским подом. У неким земљама, возила морају имати ове карактеристике према законима о дискриминацији особа са инвалидитетом.

### Конфигурација
Аутобуси су првобитно били конфигурисани са мотором напред и улазом позади. Са преласком на једночлано опслуживање, многи произвођачи су прешли на дизајн са средњим или задњим мотором, са једним вратима на предњим делу или више врата. Прелазак на дизајн са ниским подом је скоро елиминисао дизајн са средњим мотором, иако неки аутобуси и даље имају средишње постављене моторе. Аутобуси са предњим мотором још увек постоје за ниша тржишта као што су амерички школски аутобуси, неки минибусеви и аутобуси у мање развијеним земљама, који могу бити изведени из камионских шасија, а не из наменских дизајнерских решења за аутобусе. Већина аутобуса има две осовине, док зглобни аутобуси имају три.

### Управљање
Вођени аутобуси су опремљени технологијом која им омогућава да се крећу по назначеним путевима, омогућавајући контролисано поравнање на аутобуским станицама и мање простора заузетог вођеним тракама од конвенционалних путева или аутобуских трака. Вођење може бити механичко, оптичко или електромагнетно. Даља проширења технологије вођења укључују вођени лаки транзит и транслор системе, иако се они чешће називају 'трамваји са гуменим точковима', јер имају ограничену или никакву покретљивост изван својих водилица.

### Ливреје
Транзитни аутобуси су обично обојени тако да идентификују оператера или руту, њихову функцију или да разграниче нискобуџетне или премијум услужне аутобусе. Ливреје могу бити насликане на возилу, нанете помоћу адхезивне винилне технологије, или помоћу налепница. Возила често такође носе аутобуске рекламе на делу или целокупној видљивој површини (као мобилни билборд). Кампањски аутобуси могу бити украшени кључним порукама кампање; то може бити промовисање догађаја или иницијативе.

### Погон
Најчешћи извор енергије од 1920-их био је дизел мотор. Рани аутобуси, познати као тролејбуси, покретали су се електричном енергијом која се напајала из надземних водова. Данас електрични аутобуси често носе сопствену батерију, која се понекад пуни на стајалиштима/станицама како би величина батерије била мала/лака. Тренутно постоји интересовање за хибридне електричне аутобусе, аутобусе на горивне ћелије, електричне аутобусе и оне на погон компресованог природног гаса или биодизела. Жиробуси, који се покрећу замахом ускладиштеним замајцем, испробавани су током 1940-их.

### Димензије
Уједињено Краљевство и Европска унија:
Максимална дужина: Једна задња осовина 135 m (442 ft 11 in). Двострука задња осовина 15 m (49 ft 2 1⁄2 in).
Максимална ширина: 255 m (836 ft 7 3⁄8 in)
Сједињене Државе, Канада и Мексико:
Максимална дужина: нема
Максимална ширина: 26 m (85 ft 3 5⁄8 in)

## Производња
Рана производња аутобуса произашла је из изградње вагона, а касније су је преузела постројења произвођача аутомобила или камиона. Рани аутобуси су се састојали само од каросерије аутобуса постављене на шасију камиона. Овај приступ каросерија + шасија је настављен код савремених специјализованих произвођача, иако постоје и интегрални дизајни као што је Лејланд Нашонал, где су та два аспекта практично неодвојива. Специјализовани произвођачи такође постоје и концентришу се на прављење аутобуса за специјалну употребу или модификовање стандардних аутобуса у специјализоване производе.
Интегрални дизајни имају предности у томе што су добро тестирани за снагу и стабилност, а такође су доступни у продаји. Међутим, два засебна подстицаја узрокују употребу модела шасија+каросерија. Прво, то омогућава купцу и произвођачу да купе најбољу понуду за своје потребе, уместо да морају да се одлуче за један фиксни дизајн – купац може одвојено да изабере каросерију и шасију. Друго, током животног века возила (у сталном сервису и густом саобраћају), оно ће вероватно повремено задобијати мања оштећења, а могућност лаке замене каросерије или прозора итд. може значајно да продужи његов радни век и уштеди трошкове и неугодност његовог уклањања из службе.
Као и са остатком аутомобилске индустрије, у 20. веку, производња аутобуса је постајала све више глобализована, са произвођачима који су производили аутобусе далеко од свог предвиђеног тржишта како би искористили предности у погледу трошкова рада и материјала. Типичан градски аутобус кошта скоро 450.000 америчких долара.